# Souligny
Souligny és un municipi francès situat al departament de l'Aube i a la regió del Gran Est. L'any 2007 tenia 406 habitants.

## Demografia

### Població
El 2007 la població de fet de Souligny era de 406 persones. Hi havia 166 famílies de les quals 40 eren unipersonals (20 homes vivint sols i 20 dones vivint soles), 59 parelles sense fills, 59 parelles amb fills i 8 famílies monoparentals amb fills.
La població ha evolucionat segons el següent gràfic:
Habitants censats

### Habitatges
El 2007 hi havia 170 habitatges, 164 eren l'habitatge principal de la família, 2 eren segones residències i 5 estaven desocupats. 166 eren cases i 3 eren apartaments. Dels 164 habitatges principals, 142 estaven ocupats pels seus propietaris, 20 estaven llogats i ocupats pels llogaters i 2 estaven cedits a títol gratuït; 4 tenien dues cambres, 12 en tenien tres, 45 en tenien quatre i 102 en tenien cinc o més. 126 habitatges disposaven pel capbaix d'una plaça de pàrquing. A 66 habitatges hi havia un automòbil i a 86 n'hi havia dos o més.

### Piràmide de població
La piràmide de població per edats i sexe el 2009 era:
| Homes | Edats   | Dones |
| ----- | ------- | ----- |
| 4     | 95 o +  | 0     |
| 0     | 90 a 94 | 0     |
| 0     | 85 a 89 | 0     |
| 0     | 80 a 84 | 0     |
| 0     | 75 a 79 | 8     |
| 8     | 70 a 74 | 12    |
| 24    | 65 a 69 | 4     |
| 8     | 60 a 64 | 12    |
| 8     | 55 a 59 | 12    |
| 16    | 50 a 54 | 12    |
| 12    | 45 a 49 | 20    |
| 16    | 40 a 44 | 12    |
| 20    | 35 a 39 | 16    |
| 8     | 30 a 34 | 12    |
| 0     | 25 a 29 | 4     |
| 20    | 20 a 24 | 8     |
| 0     | 15 a 19 | 12    |
| 20    | 10 a 14 | 16    |
| 12    | 5 a 9   | 12    |
| 8     | 0 a 4   | 4     |

## Economia
El 2007 la població en edat de treballar era de 254 persones, 186 eren actives i 68 eren inactives. De les 186 persones actives 176 estaven ocupades (89 homes i 87 dones) i 10 estaven aturades (6 homes i 4 dones). De les 68 persones inactives 30 estaven jubilades, 28 estaven estudiant i 10 estaven classificades com a «altres inactius».

### Ingressos
El 2009 a Souligny hi havia 171 unitats fiscals que integraven 431,5 persones, la mediana anual d'ingressos fiscals per persona era de 21.017 €.

### Activitats econòmiques
Dels 16 establiments que hi havia el 2007, 2 eren d'empreses de fabricació d'altres productes industrials, 7 d'empreses de construcció, 1 d'una empresa de comerç i reparació d'automòbils, 1 d'una empresa de transport, 1 d'una empresa d'hostatgeria i restauració, 1 d'una empresa financera, 2 d'empreses de serveis i 1 d'una empresa classificada com a «altres activitats de serveis».
Dels 8 establiments de servei als particulars que hi havia el 2009, 2 eren tallers de reparació d'automòbils i de material agrícola, 1 guixaire pintor, 2 fusteries, 2 lampisteries i 1 veterinari.
L'any 2000 a Souligny hi havia 11 explotacions agrícoles que ocupaven un total de 490 hectàrees.

## Poblacions més properes
El següent diagrama mostra les poblacions més properes.